# TED (カンファレンス)

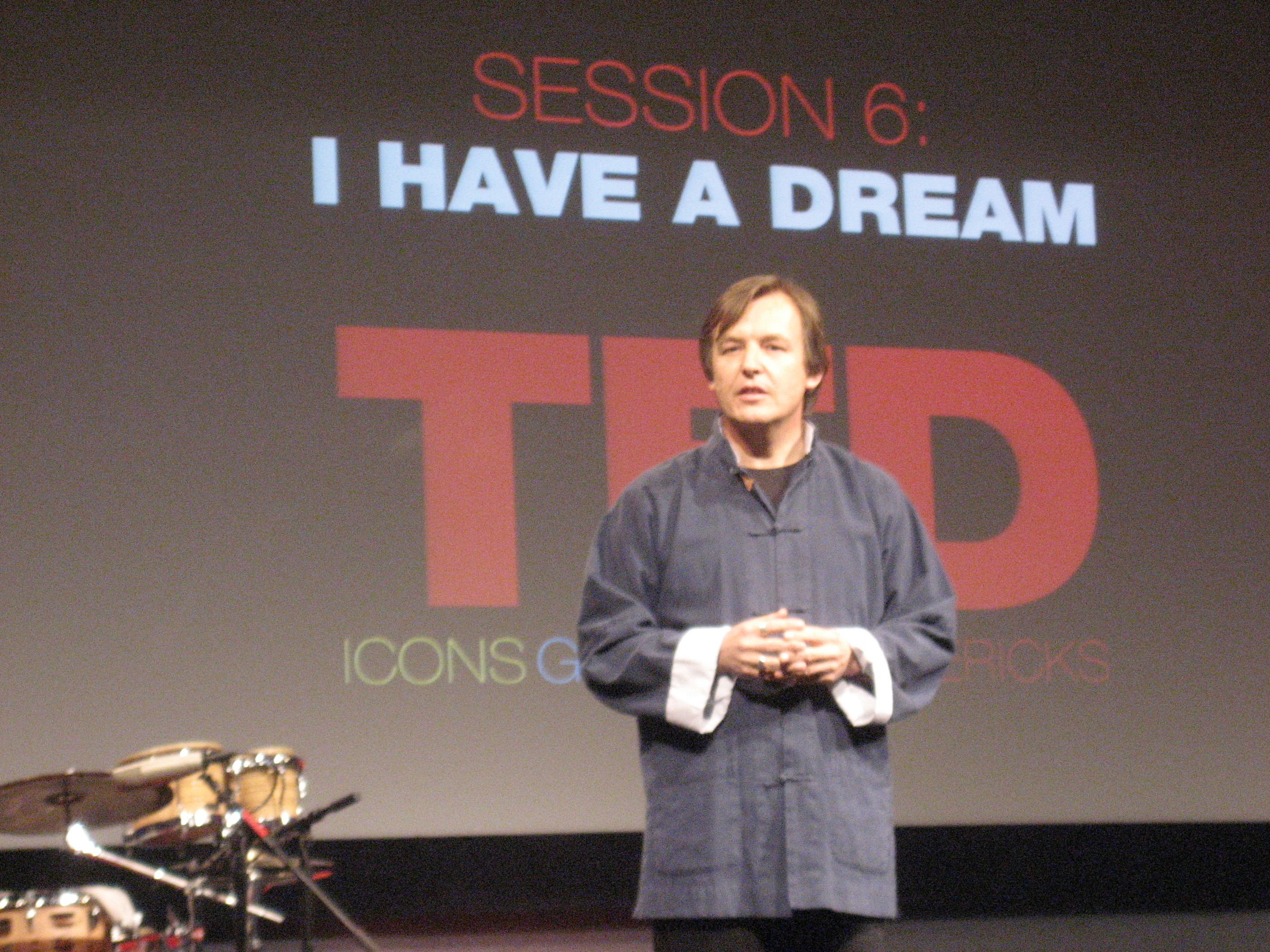
TEDのキュレーター、クリス・アンダーソン。

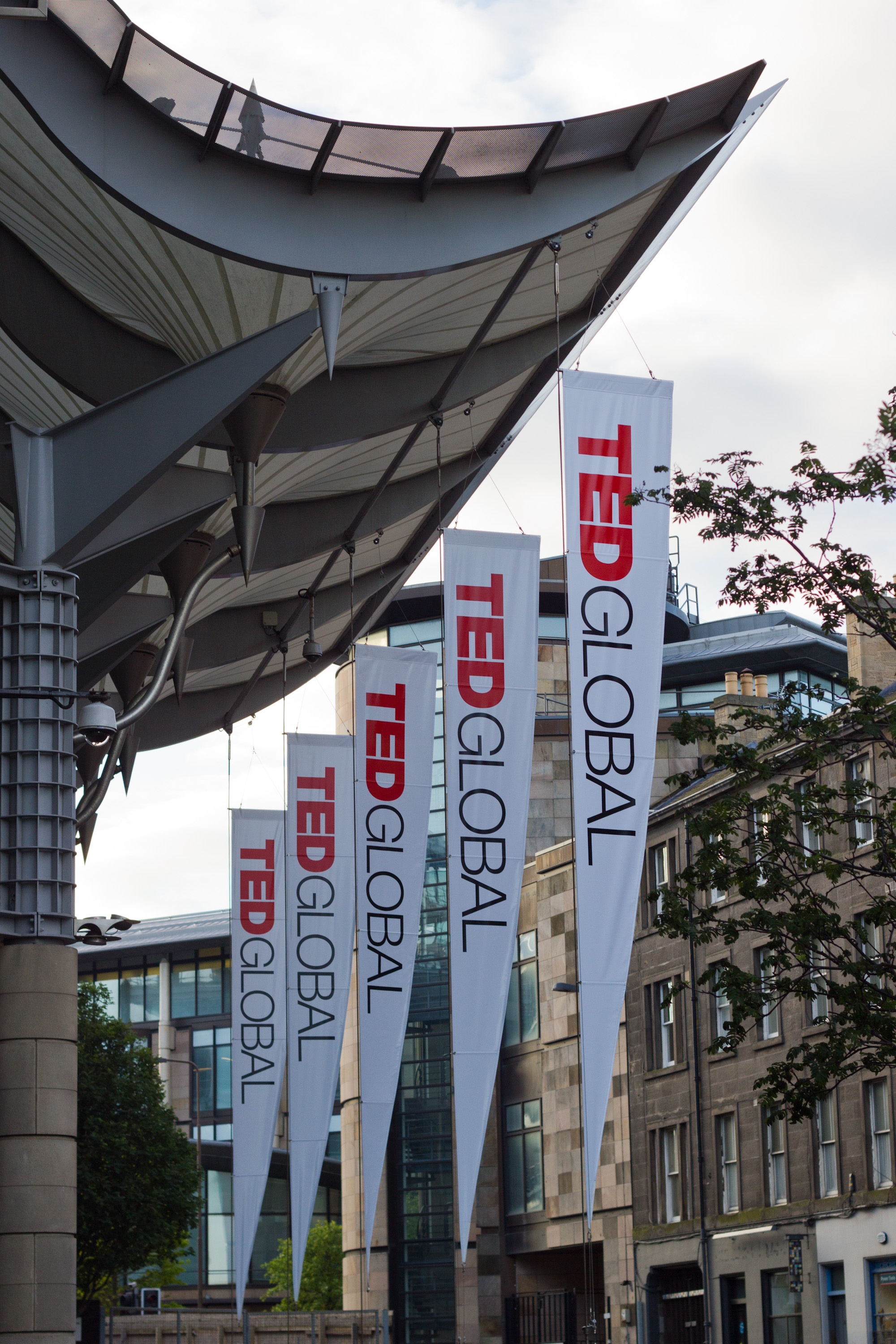
TED Global

TED（テド、テッド、英: Technology Entertainment Design）は、アメリカ合衆国のニューヨーク市に本部があるLLC。カナダのバンクーバー（過去にはアメリカ合衆国カリフォルニア州ロングビーチ、モントレー）で、毎年大規模な世界的講演会「TED Conference」（テッド・カンファレンス）を開催（主催）している非営利団体である。
カンファレンスは、1984年に極々身内のサロン的集まりとして始まったが、2006年から講演会の内容をインターネット上で無料で動画配信するようになり、それを契機にその名が広く知られるようになった。1984年からと、ハイテク系の話題の多いタイプのカンファレンスとしては比較的古くからある一つであり、変遷もあるが、基本的には学術・エンターテインメント・デザインなど様々な分野の人物がプレゼンテーションを行なうというスタイルである。
講演者には非常に著名な人物も多く、ジェームズ・ワトソン（DNAの二重螺旋構造の共同発見者、ノーベル生理学・医学賞受賞者）、ビル・クリントン（元アメリカ合衆国大統領、政治家）、ジミー・ウェールズ（オンライン百科事典ウィキペディアの共同創設者）といった人物がプレゼンテーションを行なっているが、最重要事項はアイディアであり、一般的には無名な人物も数多く選ばれ、事前のコーチングを受けた上でプレゼンテーションしている。
カンファレンスに出席するためには、審査を受けた上で年会費10,000ドルを支払って、TEDの会員になる必要がある。

## 特徴
- 質疑応答が無い - 一般的なプレゼンテーションのイベントである質疑応答の時間が設けられていない。理由としては質問者のプレゼンタイムとなってしまうことことから。[3]

## 歴史
1984年に、リチャード・ソール・ワーマンとハリー・マークスによって設立された。1990年からは毎年、カンファレンスを開催している。2013年まではカリフォルニア州のモントレーやロングビーチで開催されていた（神戸で開催されたこともある（TED 4、1993年5月7〜9日））。2002年の講演会の後にプロジェクトは設立者のワーマンの手を離れ（ワーマンはTEDMEDに専念）、事業はクリス・アンダーソン（元WIRED誌のクリス・アンダーソンとは同姓同名の別人）に引き継がれた。

## TEDの事業の種類

### TED Conference
TED Conference(TEDカンファレンス)はTEDの活動の中心的イベントで、カナダのバンクーバー (ブリティッシュコロンビア州)にて、毎年開催される講演会のこと。カンファレンスは5日間にわたって開催され、この間 約70人のプレゼンターやパフォーマーが登壇し、1000人程の聴衆が講演を聴く。

### TED Active
2015年まで開催されていた、TED conferenceと別都市で行われる同時開催のイベントであり、インタラクティブな生中継が行われ、独自のプレゼンターも登壇する。

### TED Fest
TED conferenceと同時に開催される、TEDxコミュニティを運営する世界中のオーガナイザーたちを中心としたイベント。

### TED Global
TED Global(TEDグローバル)はTEDカンファレンスの姉妹講演会。基本的なスタイルはTEDカンファレンスと同じだが、開催が一年おき、また開催地が毎回変わる。つまりはTEDカンファレンスの世界巡業版。第一回TEDグローバルは2005年、イギリスのオックスフォードで開かれ、第二回は2007年、タンザニアのアルーシャで開催され、2017年も同地で開催される。講演テーマに関して、経済成長や開発といったグローバルな問題により重点が置かれている点にも特徴がある。

### TED Women
Pat Mitchellにより、2010年から2023年まで行われていた女性を中心としたTED主催のイベント。2011年と2012年はTED主催ではなくTEDxWomenとして独立したイベントが行われ、2014年は行われない等、毎年開催されていた訳ではない。2016年はサンフランシスコで開催された。

### TED Translators
世界中のボランティアによる、字幕作成プロジェクト。20,000人以上が参加し、100言語以上に対応している。

### TED Ed
アニメーションを用いた教育分野の活動である。

### TED Prize

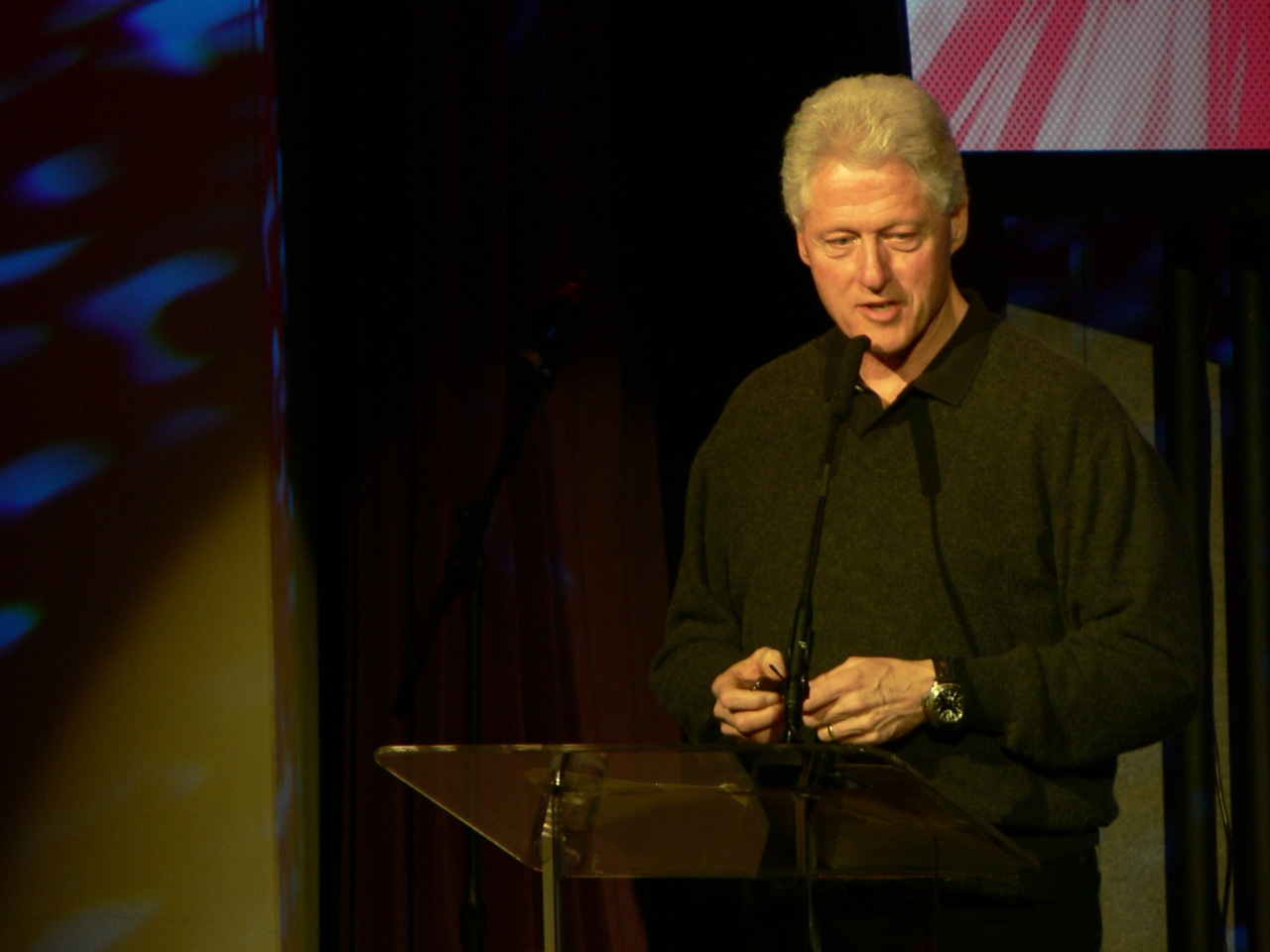
2007年のTED Prize受賞記念講演。ルワンダの医療システム構築について語る元米国大統領、ビル・クリントン。動画を見る(日本語字幕)

TED Prize(TEDプライズ)は、2005年から始まった賞。2010年までは毎年3人選ばれ、賞金10万ドルとカンファレンス（年会）で記念講演を行った。2010年に受賞者は1名になった。2012年は個人ではなく概念に対して贈られた。2013年に受賞賞金は100万ドルに上がり、世界を鼓舞する願いをもった強いアイデアを叶えるために贈られる。
2005年
ボノ（ミュージシャン）、エドワード・バーティンスキー（写真家）、ロバート・フィッシェル（医療機器の発明家）
2006年
ラリー・ブリリアント（医療活動家）、ジェヘイン・ヌジェーム（映画監督）、キャメロン・シンクレア（建築家）
2007年
ビル・クリントン（政治家）、ジェームズ・ナクトウェイ（戦場カメラマン）、E.O.ウィルソン（生物学者、環境保護支援者）
2008年
ニール・テュロック（物理学者）、デイヴ・エガーズ（作家）、カレン・アームストロング（作家）
2009年
ジル・ターター（SETIディレクター）、シルヴィア・アール（海洋学者）、ホセ・アブラウ（音楽家）
2010年
ジェイミー・オリバー （料理人）
2011年
JR（アーティスト）（ストリートアーティスト）
2012年
City 2.0（個人ではなく「都市化が進んでいる世界的な現象に接続されているプラットフォーム」という概念）
2013年
スガタ・ミトラ （インド出身の教育研究者）
2014年
シャーミアン・グーチ（汚職行為防止活動家）
2015年
デイヴ・アイセイ （お話し聞こう隊創設者）
2016年
サラ・パルカク （衛星考古学者、Satellite archaeologist）
2017年
ラジ・パンジャブ （医師）

### TED Talks

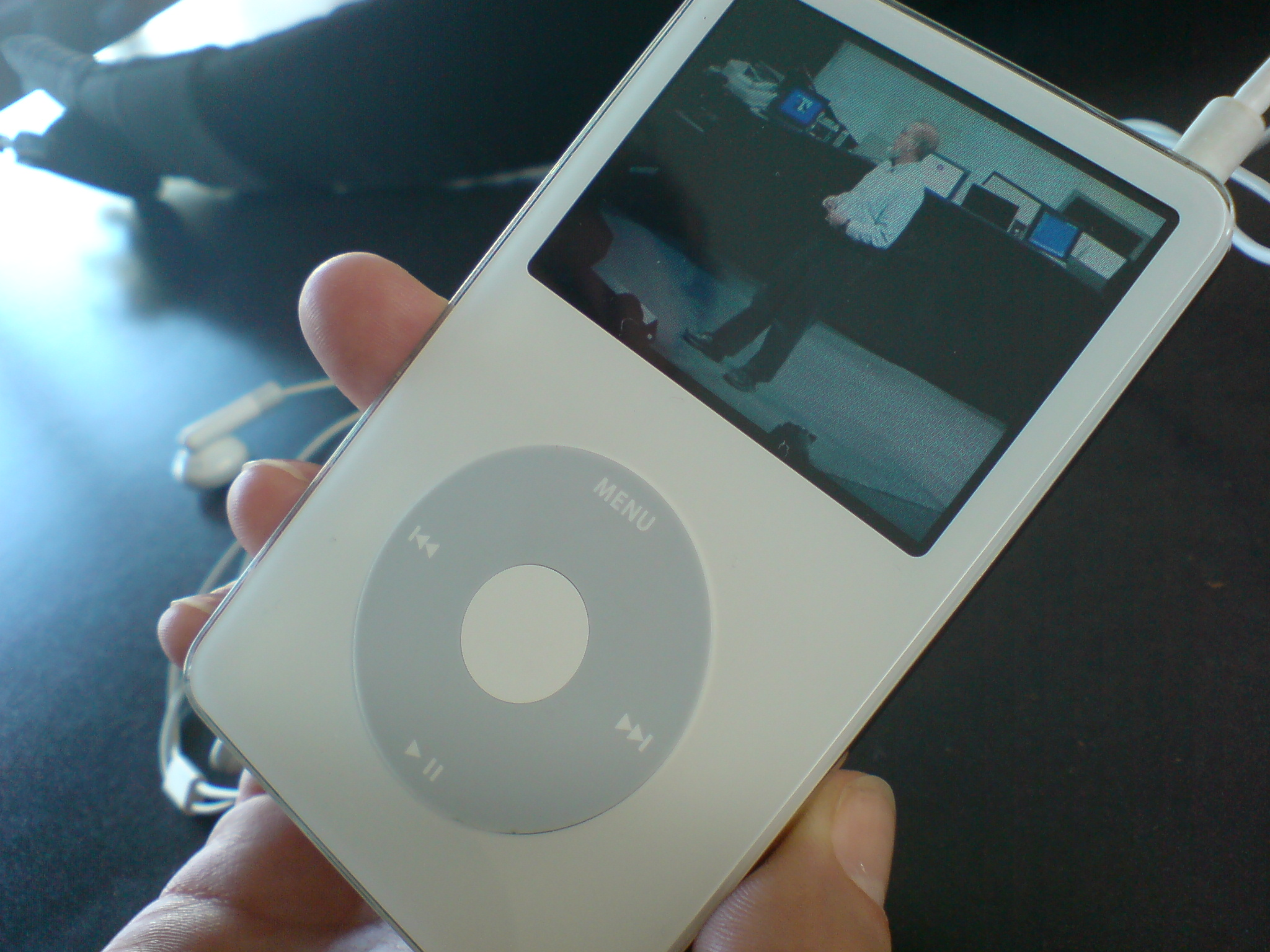
インターネットで無料で公開されているTEDカンファレンスの講演ビデオ。ダウンロードして閲覧することも可能。

TED Talksは、ネットを通じて行なわれている動画の無料配信プロジェクトのこと。2006年にスタートし、TEDの名を広い範囲の人々に知らしめる役を果たしている。TEDTalksでは、TEDカンファレンス、TEDグローバル、TEDプライズ、TEDxの講演の中から、キュレーションされた動画を公開しており、2015年6月時点で2000本を超える動画が公開されている。配信はTEDのホームページ、YouTube上の公式チャネル、TEDのスマートフォン用アプリの三者を通じて並行して行なわれている。2009年5月、Nokiaの協賛で各言語への翻訳プロジェクトTED Open Translation Projectが開始された。

### TEDx
TEDの精神である「ideas worth spreading」 のもとに、TEDからライセンスを受け、世界各地で発足しているコミュニティー。TEDの名称を使用しているが、運営や人選、設営などにTED本体は関与していない。しかし似非科学などのアーカイブはTED本体により削除されており、2010年にシャーロットで行われたTEDxのRandy Powellによって行われた『Vortex Based Math』（渦に基づく数学）は正しい数学の話であるが、途中で似非科学のプレゼンにすり替わっているといって削除されているものの、2012年に複数の著名な科学ブロガーが非難するまで注目されずにアーカイブに残り続けた。また、当日のプレゼン会場では普通に拍手され終わっている。2009年に、TEDxTokyoが開催されたことがきっかけで広まった。名称中にTEDの文字を含むのは、TEDxがTEDのコンセプトを受け継いだ団体であることを示している。TEDxのカンファレンスは、各地のスピーカーによる講演とTEDTalksのビデオの上映によって構成され、参加者が個々にディスカッションを通してアイデアを共有し、横の繋がりを広げていく場でもある。世界中でTEDのコンセプトは広まりつつあり、2012年4月現在126カ国以上の800にも渡る都市でイベントが実施されている。

## 講演者
TEDには職業、年齢、国籍、性別を問わず、様々な経歴の講演者が登場する。以下にその一例を示す。
| 講演日    | 動画の公開日 | ゲスト                          | 職業・経歴 | 講演内容（動画リンク）                                                | 原題                                              |
| --------- | ------------ | ------------------------------- | --- | --------------------------------------------------------------------- | ------------------------------------------------- |
| 1998年2月 | 2008年7月    | ビリー・グラハム                | アメリカの牧師。多くの米国大統領の顧問を務めた。                                                              | ビリー・グラハム：技術、信仰と苦しみ                                  | On technology and faith                           |
| 2002年2月 | 2007年4月    | ディーン・ケーメン              | アメリカの発明家。電動立ち乗り二輪車セグウェイの生みの親。                                                    | ディーン・ケーメン:奉仕の発明                                         | To invent is to give                              |
| 2002年4月 | 2007年4月    | リチャード・ドーキンス          | イギリスの進化生物学者。利己的遺伝子、ミーム等の概念の提唱者。                                                | リチャード・ドーキンス:戦闘的無神論                                   | Militant atheism                                  |
| 2003年2月 | 2007年4月    | ジェフ・ベゾス                  | アメリカの実業家。書籍販売サイト Amazon.comの創業者。                                                         | ジェフ・ベゾス：次のウェブ・イノベーション                            | The electricity metaphor for the web's future     |
| 2002年2月 | 2007年7月    | ダニエル・デネット              | アメリカの哲学者。                                                                                            | ダネットの危険なミーム                                                | Dangerous memes                                   |
| 2003年2月 | 2007年4月    | ジェフ・ホーキンス              | アメリカの実業家、脳科学者。携帯情報端末Palm, Handspringの生みの親。                                          | ジェフ・ホーキンスが語る「脳科学がコンピューティングを変える」        | How brain science will change computing           |
| 2003年2月 | 2007年5月    | エヴェリン・グレニー            | スコットランド出身のパーカッショニスト。12歳のときに聴覚を失った中途失聴者。                                  | エヴェリン・グレニーが「聴き方」について語る                          | How to truly listen                               |
| 2003年3月 | 2007年4月    | ジェーン・グドール              | イギリスの動物行動学者、霊長類学者。国連の平和大使。                                                          | ジェーン・グドール： 類人猿とヒトを分かつもの                         | What separates us from chimpanzees?               |
| 2004年2月 | 2007年5月    | セルゲイ・ブリン ラリー・ペイジ | アメリカの企業家。インターネット企業Googleの共同設立者。                                                      | セルゲイ・ブリンとラリー・ペイジ：Googleについて                      | The genesis of Google                             |
| 2005年2月 | 2006年11月   | レイ・カーツワイル              | アメリカの発明家、未来学者。収穫加速の法則の提唱者。                                                          | レイ･カーツワイル 「加速するテクノロジーの力」                        | The accelerating power of technology              |
| 2005年7月 | 2007年4月    | ジェームズ・ワトソン            | アメリカの分子生物学者。DNAの二重螺旋構造の発見者。                                                           | ジェームズ・ワトソンが語る「DNA構造解明にいたるまで」                 | How we discovered DNA                             |
| 2005年7月 | 2006年9月    | デイヴィッド・ドイッチュ        | イギリスの理論物理学者。量子コンピューターのパイオニア。                                                      | David Deutsch: 遠くのクエーサーを夢見る化学的泡                       | Chemical scum that dream of distant quasars       |
| 2005年7月 | 2006年8月    | ジミー・ウェールズ              | アメリカのインターネット事業家。オンライン百科事典ウィキペディアの創設者。                                    | ジミー・ウェールズ： ウィキペディアの誕生                             | The birth of Wikipedia                            |
| 2006年2月 | 2006年12月   | ピーター・ガブリエル            | イギリス出身のミュージシャン。ロックバンド ジェネシスのボーカリスト                                           | ピーター・ガブリエル：ビデオを用いた不正との戦い                      | Fight injustice with raw video                    |
| 2006年2月 | 2006年6月    | アル・ゴア                      | アメリカの政治家。元アメリカ合衆国副大統領                                                                    | アル・ゴア 「気候危機の回避」                                         | Averting the climate crisis                       |
| 2006年2月 | 2006年7月    | リック・ウォレン                | アメリカの牧師。サドルバック教会の創設者。ベストセラー作家。                                                  | Rick Warren: 人生の目的                                               | A life of purpose                                 |
| 2007年3月 | 2007年4月    | ビル・クリントン                | アメリカの政治家。元アメリカ合衆国大統領。                                                                    | ビル・クリントン： ルワンダの再建                                     | My wish: Rebuilding Rwanda                        |
| 2007年3月 | 2007年4月    | E.O.ウィルソン                  | アメリカの進化生物学者。社会生物学の提唱者                                                                    | エドワード・オズボーン・ウィルソン： 地球の生命を守るためにできること | My wish: Build the Encyclopedia of Life           |
| 2007年3月 | 2007年10月   | リチャード・ブランソン          | イギリスの実業家。ヴァージン・グループの創業者。                                                              | リチャード・ブランソン 「高度10,000メートルの人生」                   | Life at 30,000 feet                               |
| 2008年2月 | 2008年2月    | ベンジャミン・ザンダー          | イギリス出身、アメリカの指揮者。ベートーベンとマーラーの通訳者。                                              | ベンジャミン・ザンダーの「音楽と情熱」                                | The transformative power of classical music       |
| 2011年5月 | 2011年5月    | サル・カーン                    | インドの教育者。                                                                                              | サルマン・カーン「ビデオによる教育の再発明」                          | Let's use video to reinvent education             |
| 2012年3月 | 2012年3月    | スーザン・ケイン                | ハーバード大学ロー・スクール出身の弁護士、著述家。                                                            | スーザン・ケイン 「内向的な人が秘めている力」                         | The power of introverts                           |
| 2013年2月 | 2013年4月    | BLACK                           | 日本のパフォーマー。TED初の日本人スピーチ。                                                                   | BLACK: ヨーヨーの達人への道                                           | My journey to yo-yo mastery                       |
| 2013年3月 | 2013年3月    | ボノ                            | アイルランド出身のミュージシャン、慈善事業家。U2のボーカリスト。                                              | ボノ：貧困についての良いニュース（そう、良いニュースもあるんだ）      | The good news on poverty (Yes, there's good news) |
| 2013年3月 | 2013年3月    | スガタ・ミトラ                  | インド出身の教育研究者。2013年のTEDPrize受賞。                                                                | スガタ・ミトラ「クラウド上に学校を」                                  | Build a School in the Cloud                       |
| 2014年4月 | 2014年4月    | ステラ・ヤング                  | オーストラリアのコメディアン、ジャーナリスト、障害者問題活動家。                                              | ステラ・ヤング：私は皆さんの感動の対象ではありません、どうぞよろしく  | I’m not your inspiration, thank you very much     |
| 2014年3月 | 2014年5月    | メロディ・ホブソン              | アメリカの実業家。Ariel Investments社長、ドリームワークス・アニメーション取締役会長。夫はジョージ・ルーカス。 | メロディ・ホブソン「人種問題にどう向き合うか」                        | Color blind or color brave?                       |

## 資金
TEDの運営に必要な資金は、会員の会費、そして講演会の出席費、そしてスポンサー企業からのサポートによって支えられている。

### スポンサー企業
TEDは多くの企業からもサポートを受けている。TEDに物的または金銭的なサポートを与えている（かつてしたことのある）企業には、以下のようなものがある。
Adobe, Akamai, Aliph, AMD, Autodesk, BMW, Branch Home, Condé Nast Portfolio, Desktop Factory, Ethos Water, Exclaim, GE, Google, Grey Goose Vodka, HotStudio, IBM, Icon Estates Wines, IDEO, Intel, Microsoft, Method, Motorola, The New Yorker, Nokia, Palm, Proflowers, Rolex, Six Apart, Sony, Steelcase, Sun, Target, Tesla Motors, TOYOTA, Viewpoint, Vosges Haut-Chocolat, Weider History Group, WIRED。

## ギャラリー

### 様々な講演者

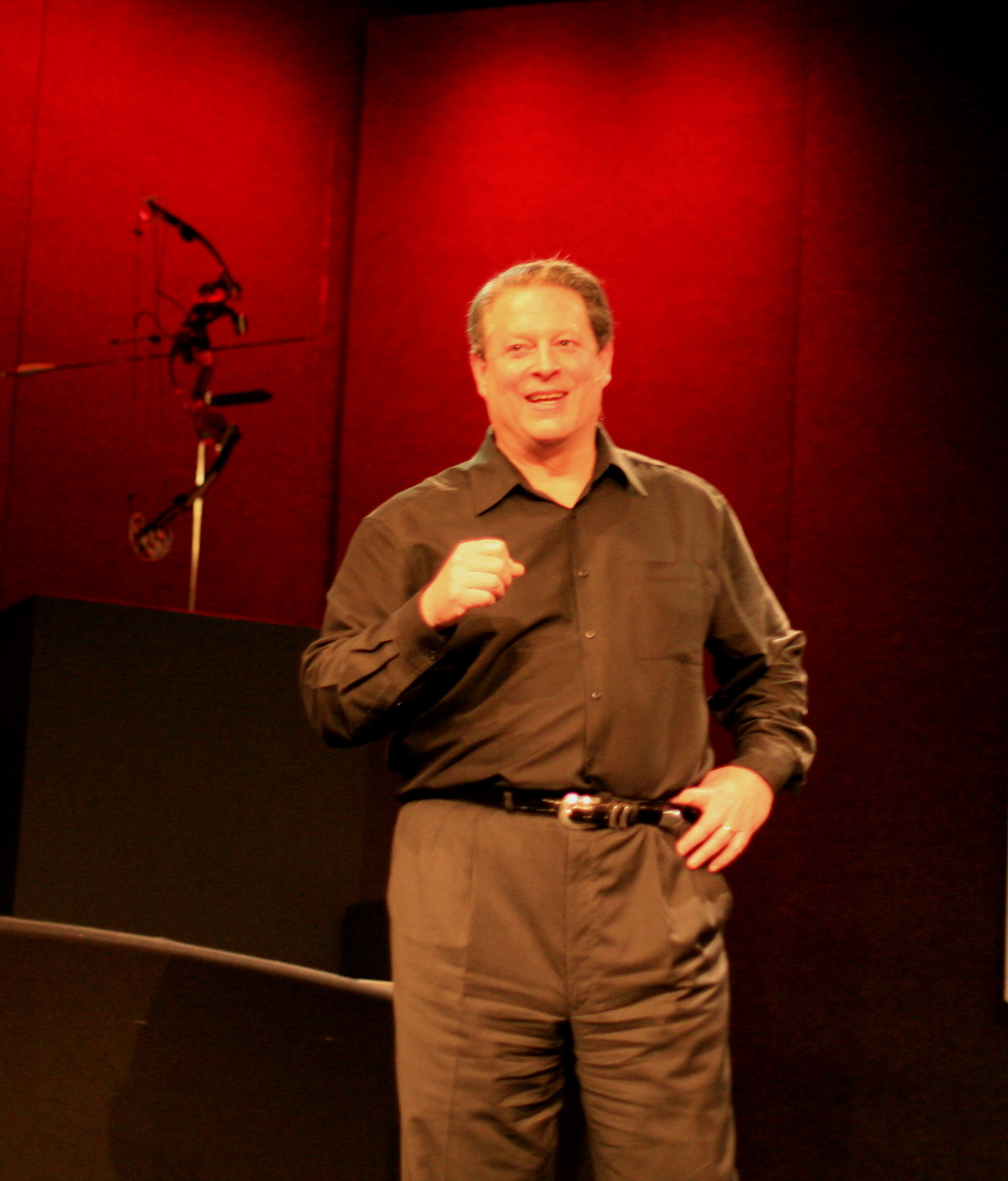
地球温暖化の問題について語るアル・ゴア。動画を見る(日本語字幕)
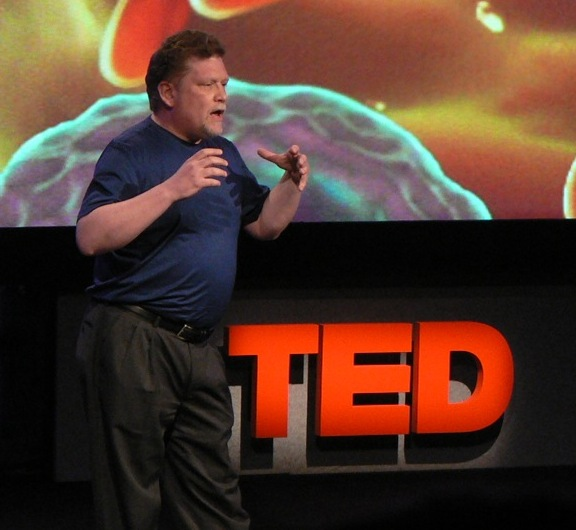
医療系アニメーションの製作会社スタッフ、デビッド・ボリンスキー。科学における美について語る。動画を見る
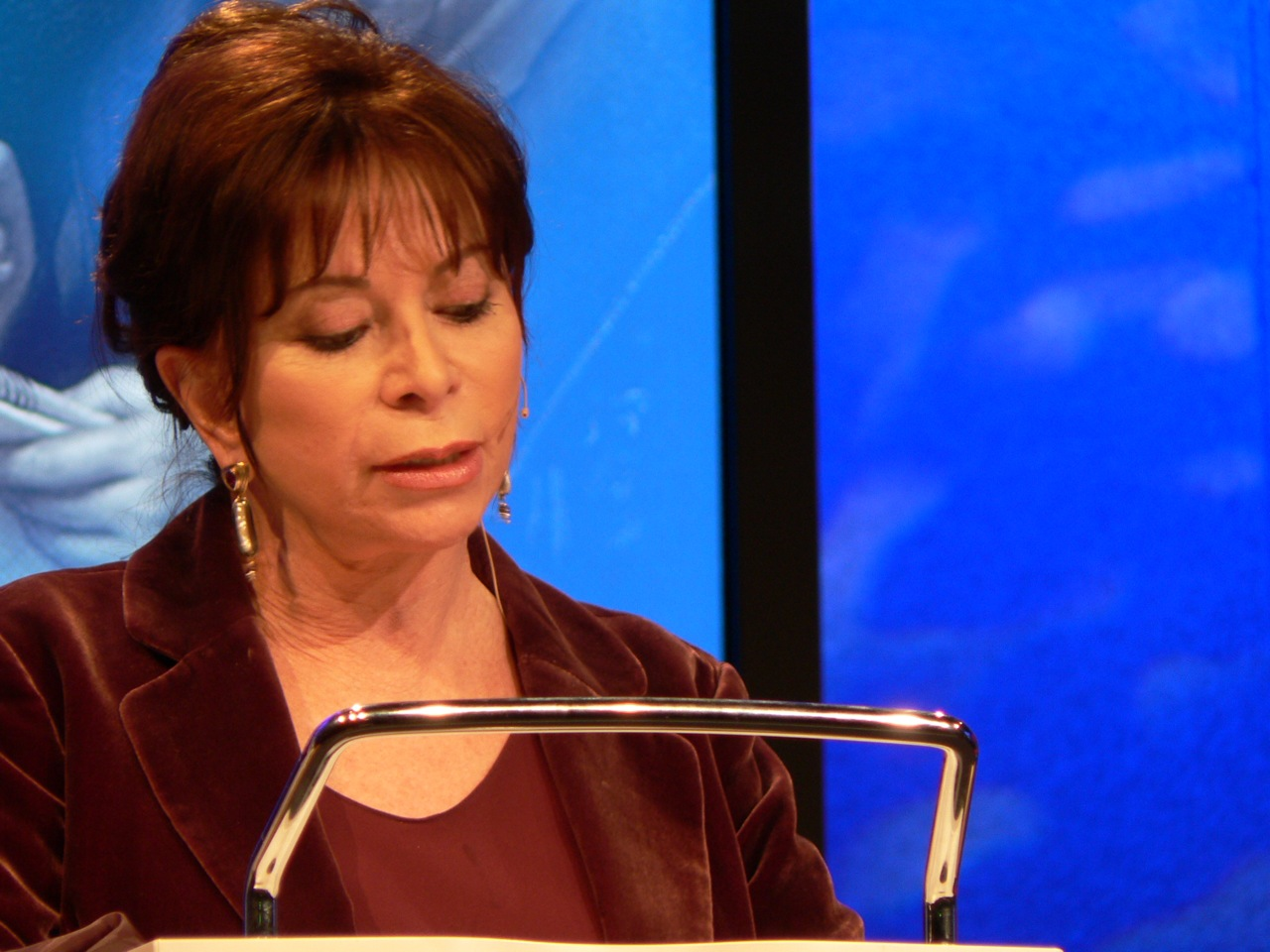
チリの女性小説家、イサベル・アジェンデ。動画を見る
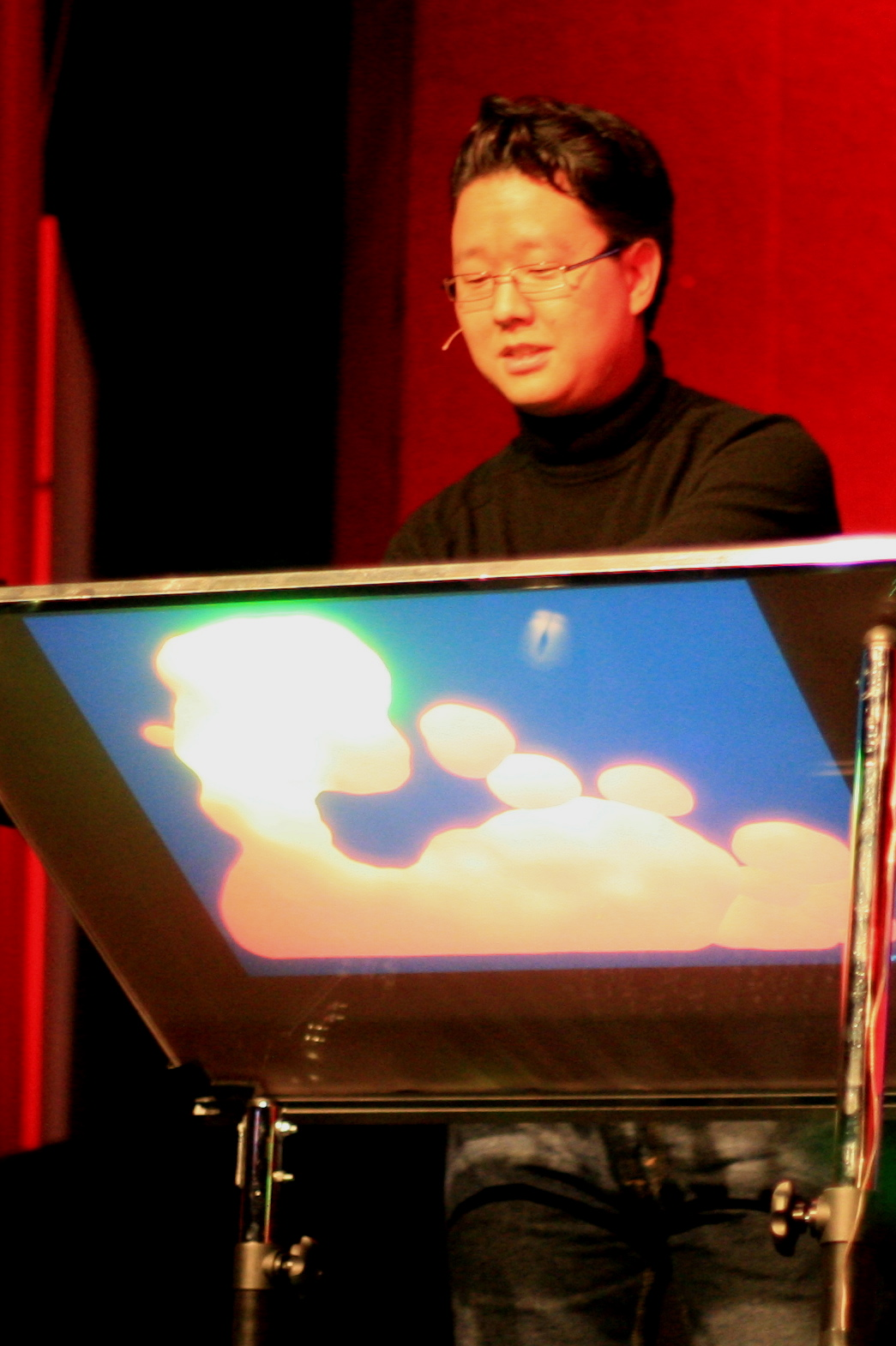
ニューヨーク大学のジェフ・ハン。自身の開発した新型のタッチスクリーン型コンピュータを披露している所。動画を見る(日本語字幕)
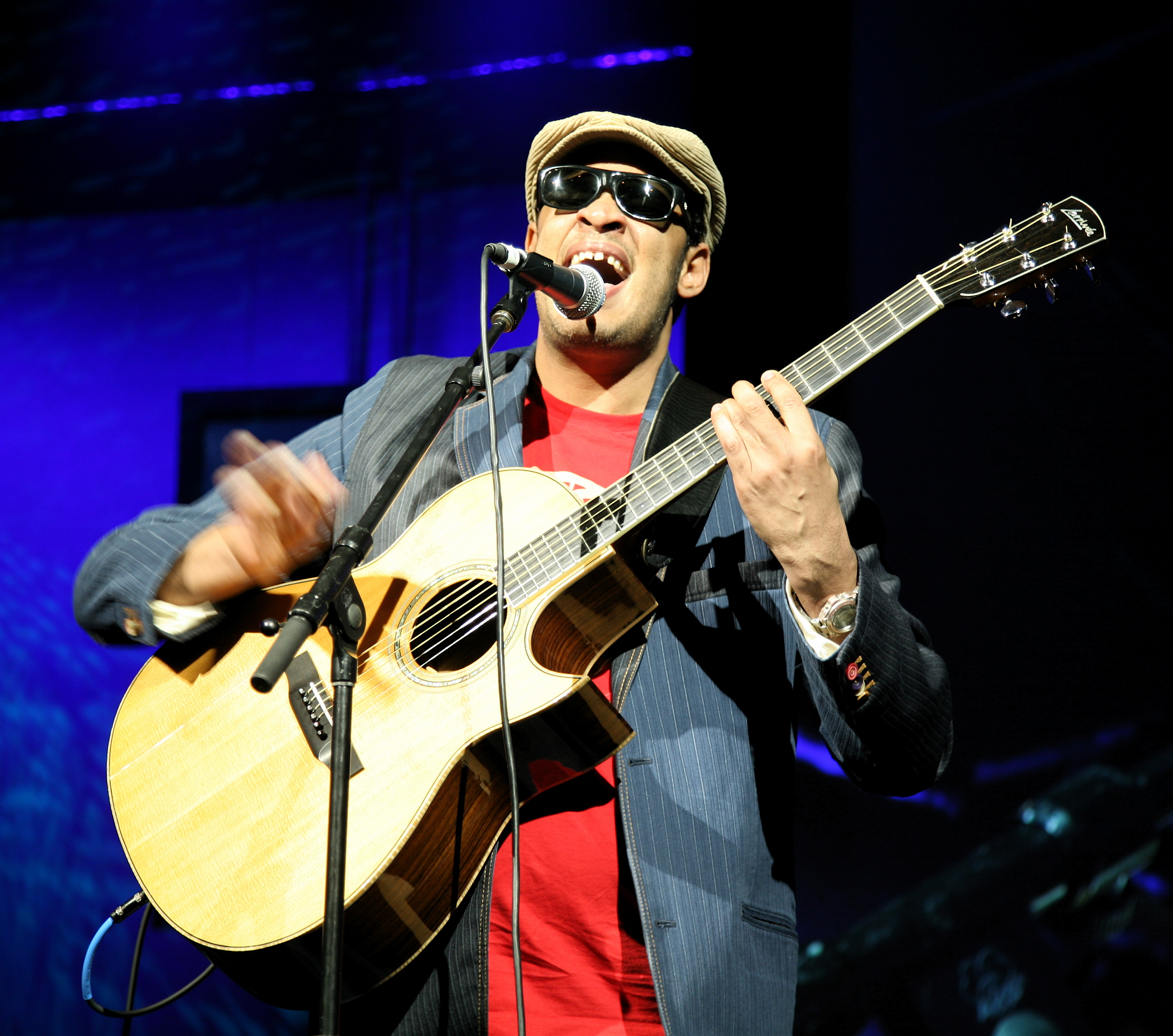
盲目のギタリスト、ラウル・ミドン。 動画を見る
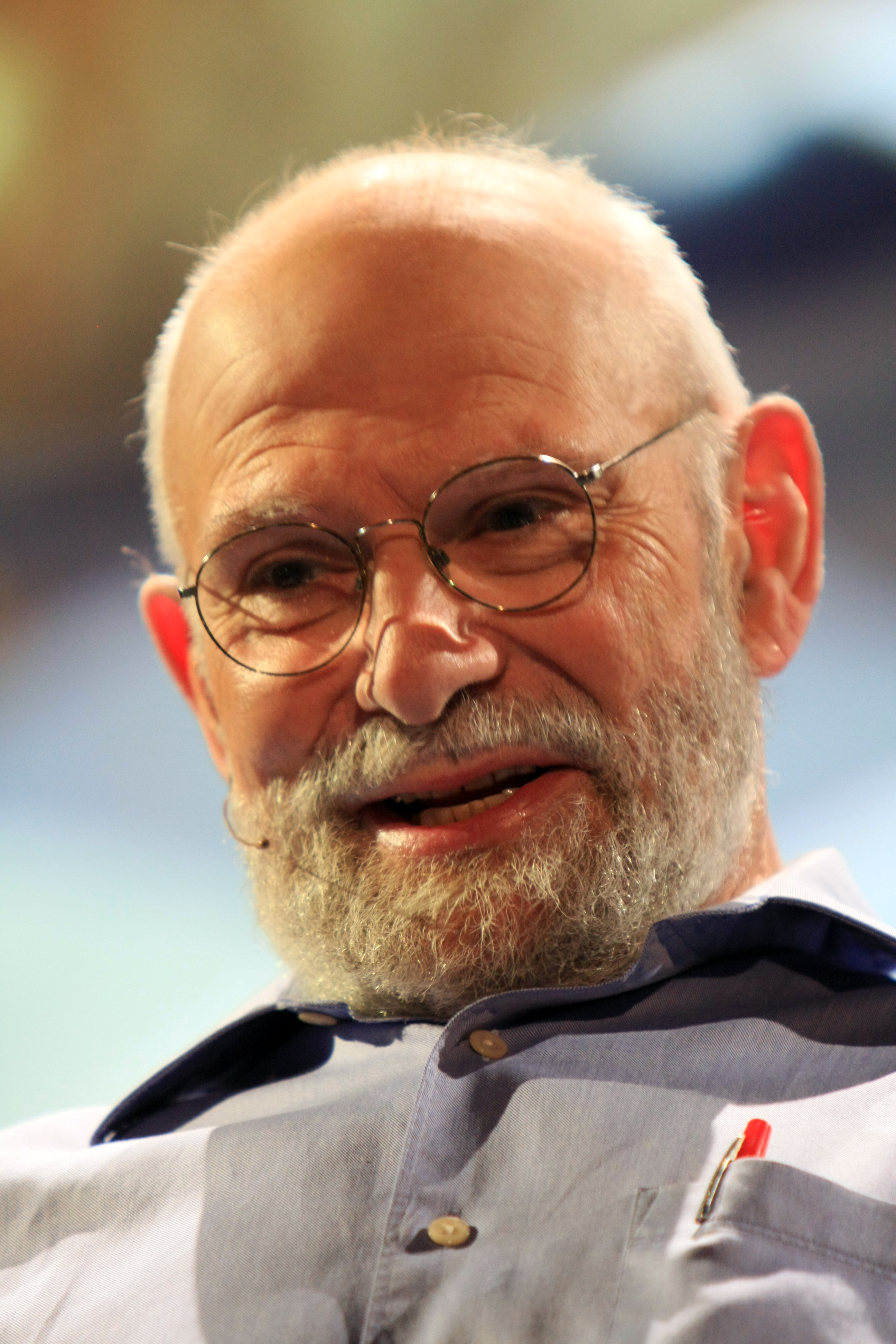
アメリカの神経学者、オリバー・サックス。人の見る幻覚について語る。 動画を見る(日本語字幕)

### 会場の様子

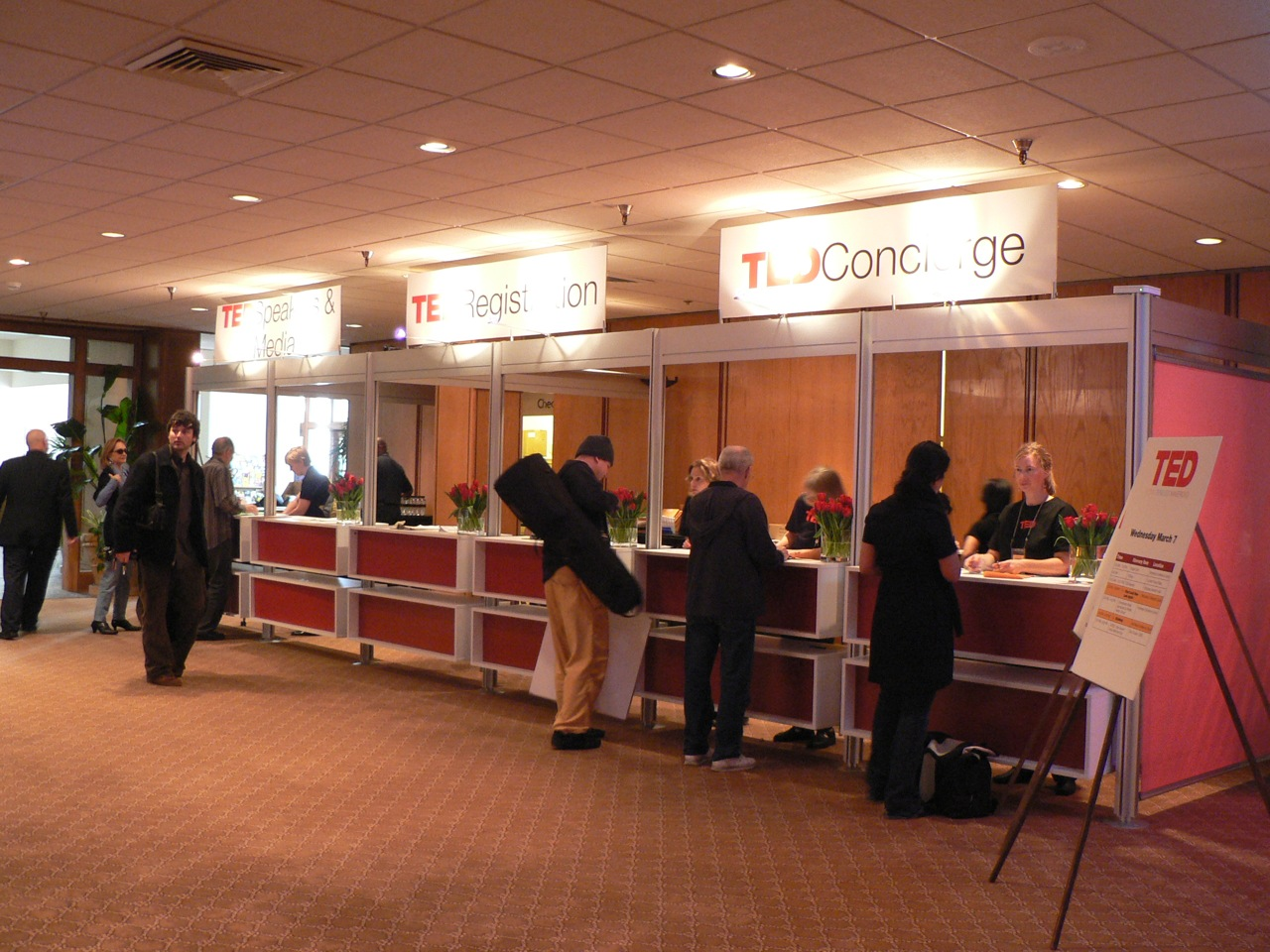
会場の受付の様子。TED 2005。
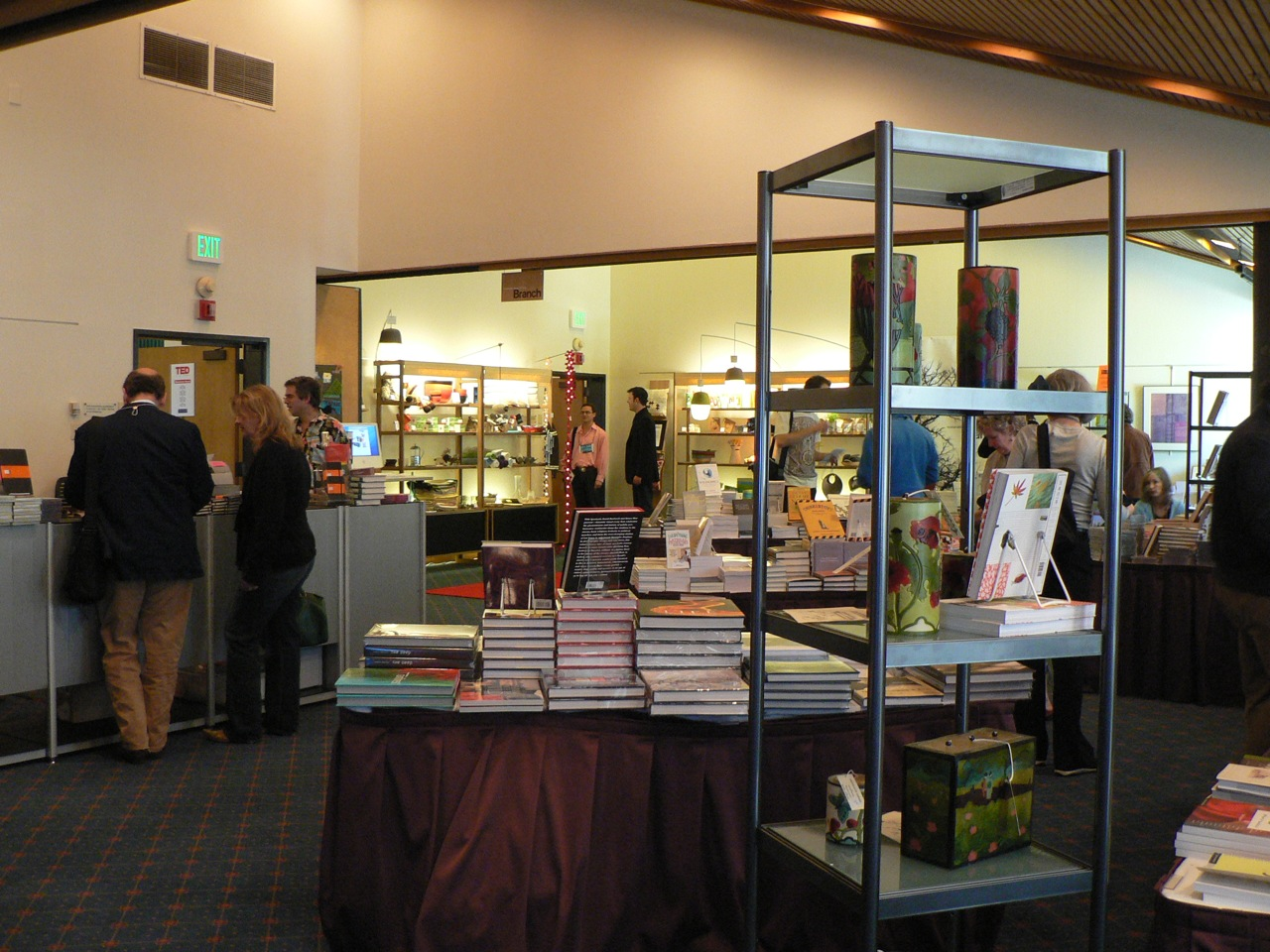
書籍の販売コーナーもある。TED 2007。
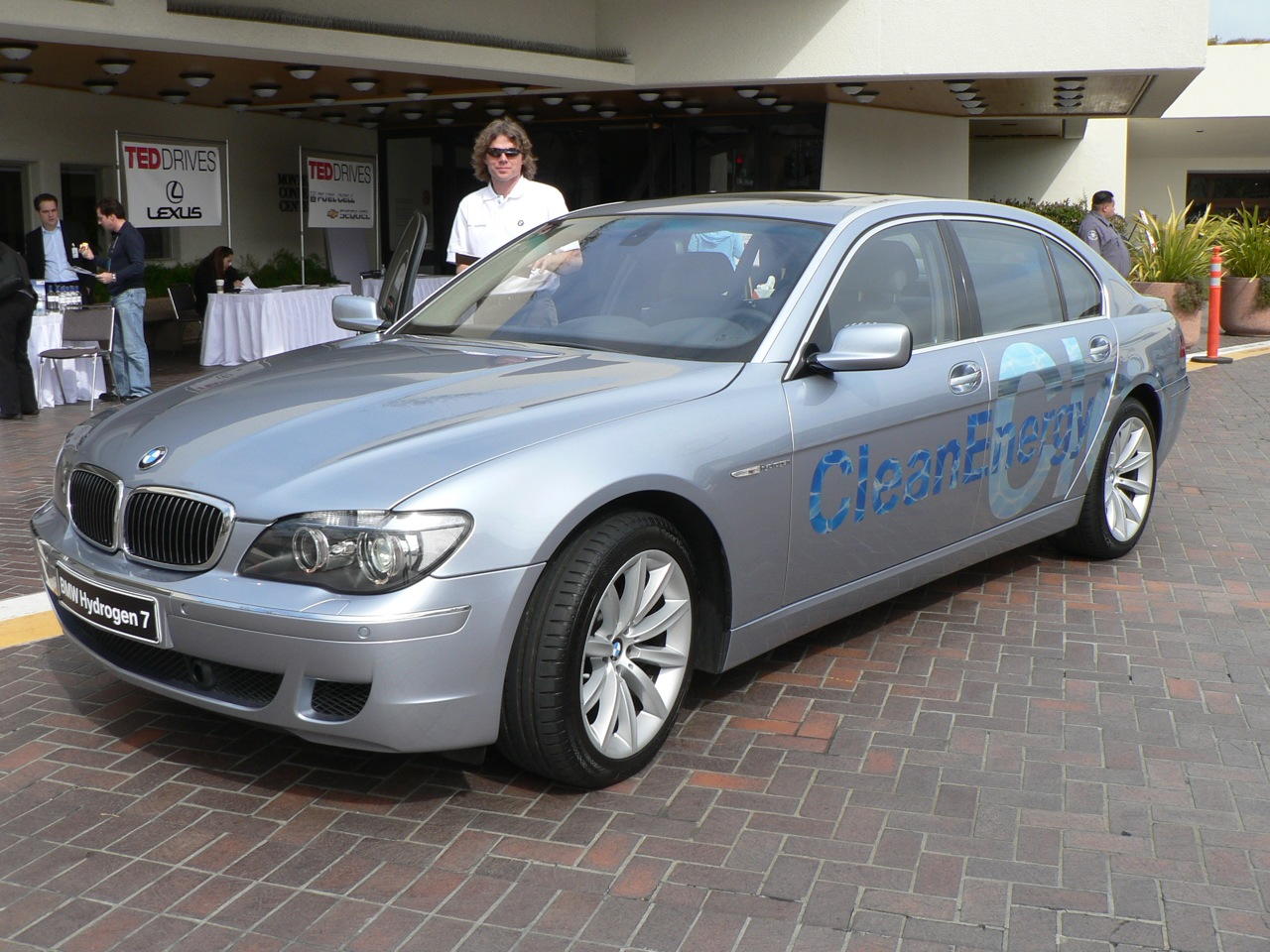
スポンサー企業のひとつBMWが会場で展示している最新の水素エンジン車BMW Hydrogen 7。TED 2007。
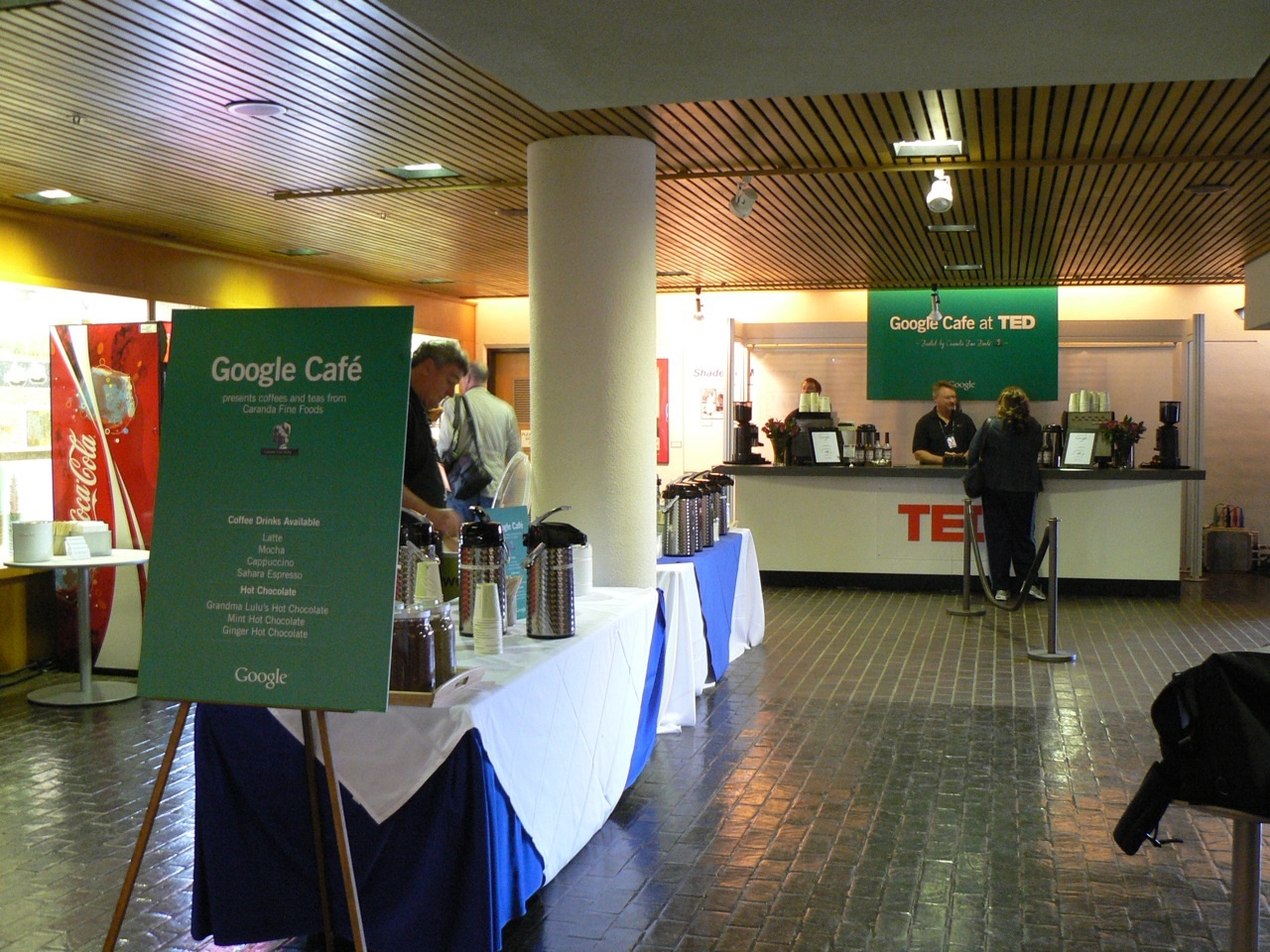
スポンサー企業のひとつGoogleが提供している喫茶コーナー。飲み物・菓子類ともにすべて無料。
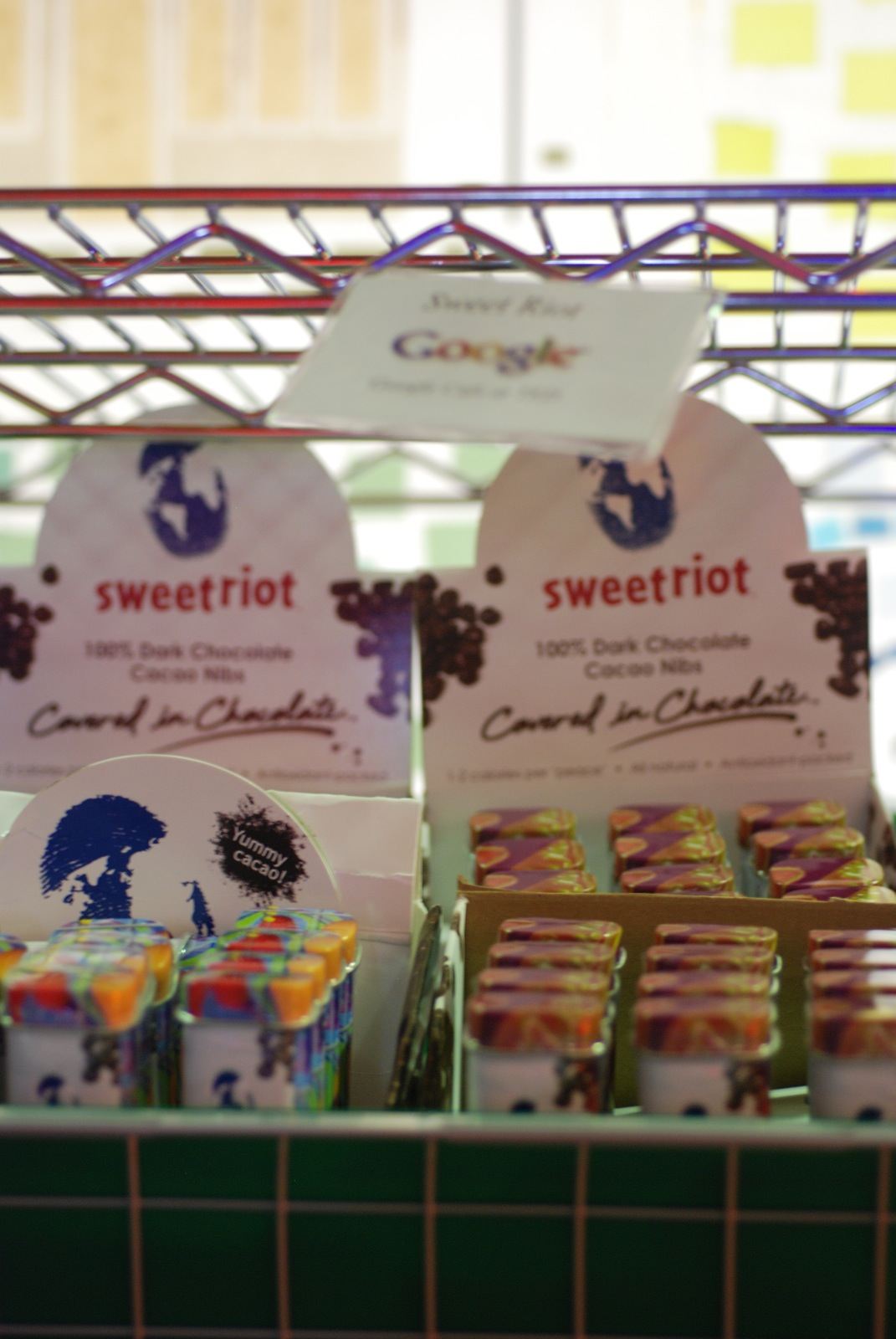
カフェコーナーでGoogleが提供しているお菓子類。取り放題である。
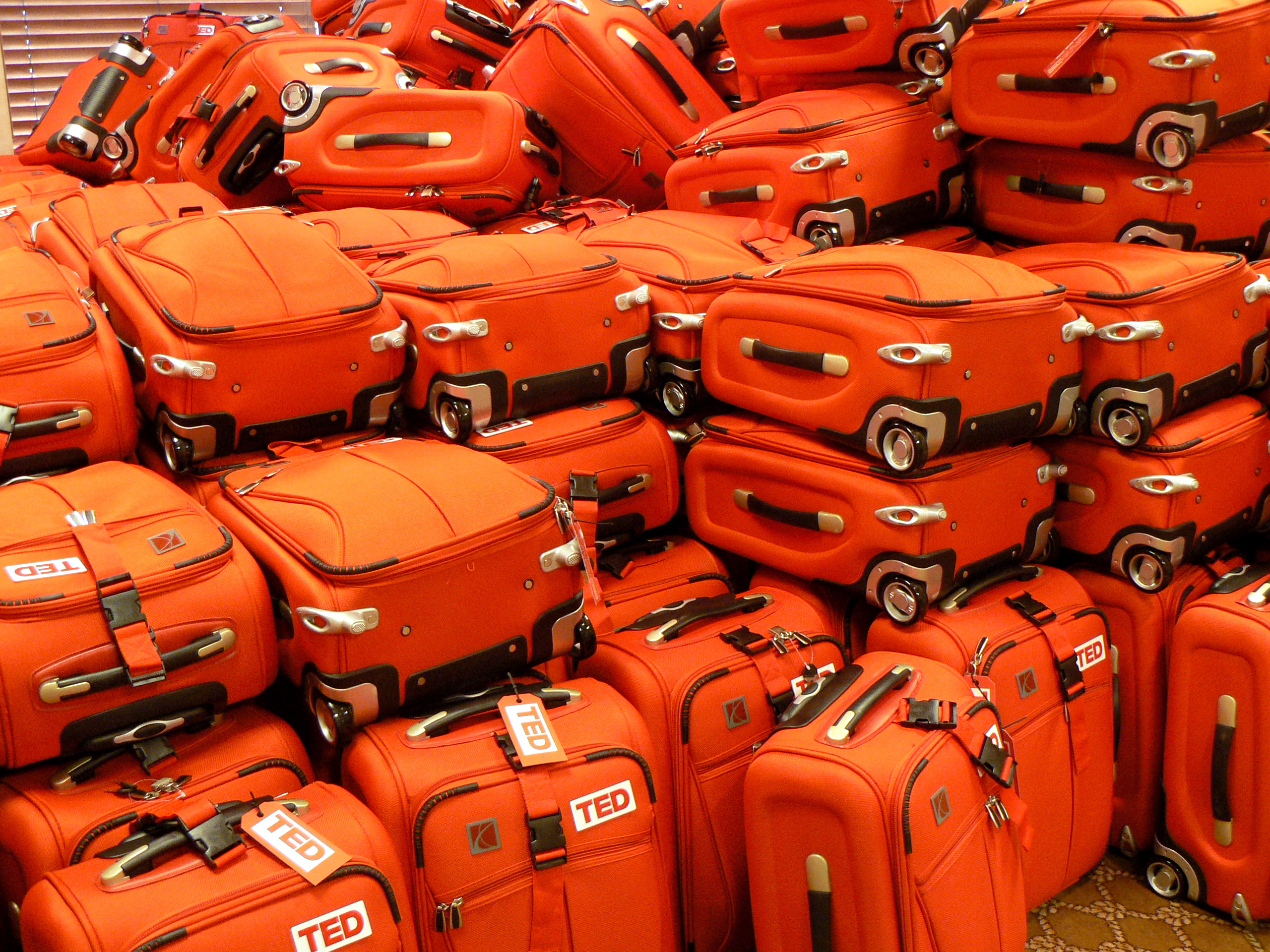
来場者に配られるギフトバッグの山。TED 2007。
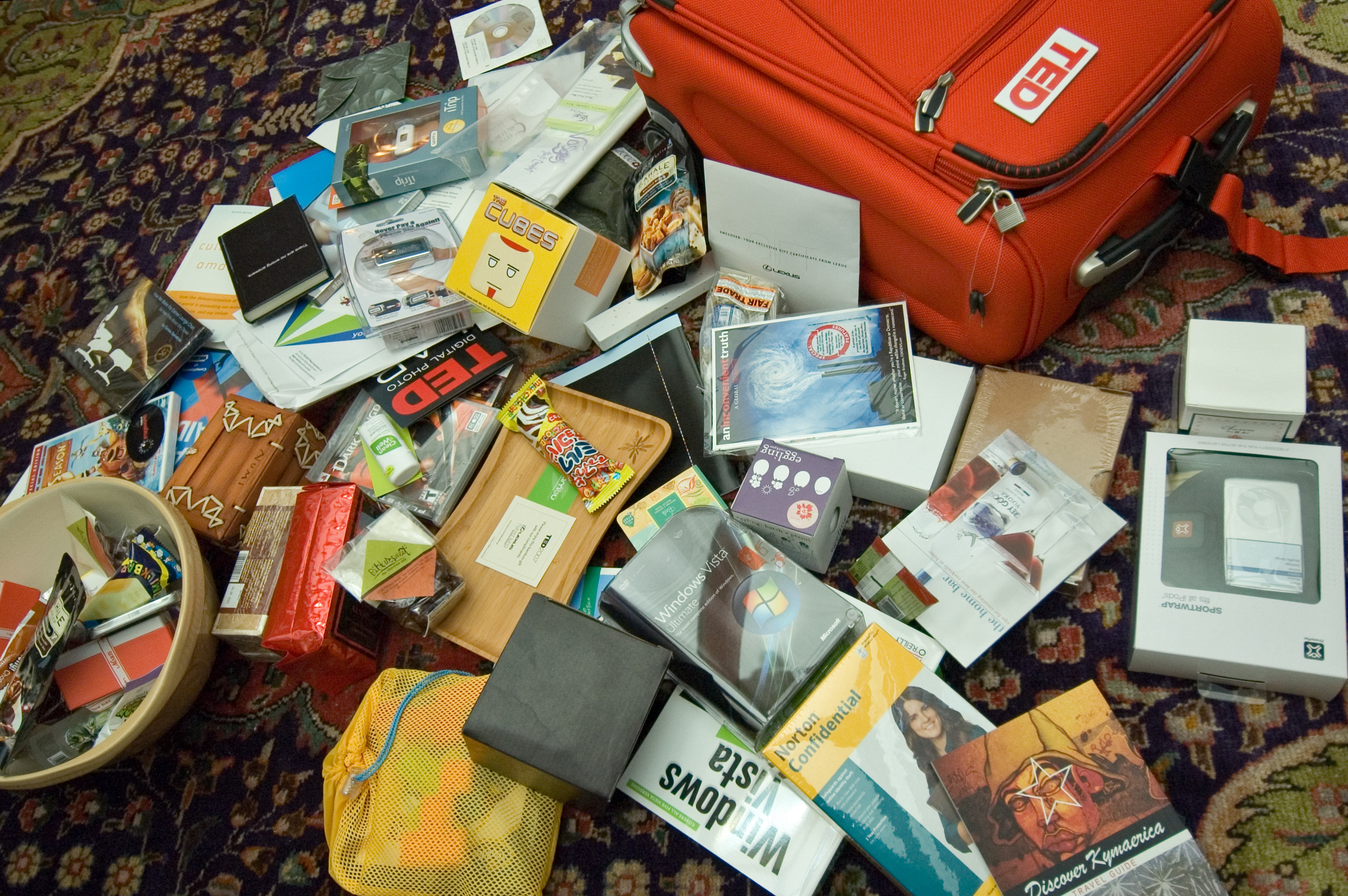
ギフトバッグの中身。スポンサー企業から提供を受けた様々な商品が入っている。TED 2007。